# Allen Morgan
Allen Morgan   (Seattle, 16 de juliol de 1925 - Seattle, 12 de setembre de 2011) fou un remer estatunidenc que va competir durant la dècada de 1940.
El 1948 va prendre part en els Jocs Olímpics de Londres, on guanyà la medalla d'or en la prova del quatre amb timoner del programa de rem. Era el timoner i formà equip amb Warren Westlund, Robert Martin, Robert Will i Gordon Giovanelli.